# Чоуэйт Сирс, Сара
Сара Чоуэйт Сирс (урождённая Сара Карлайл Чоуэйт (англ. Sarah Choate Sears, Sarah Carlisle Choate); 5 мая 1858, Кембридж — 25 сентября 1935, Уэст-Гоулдсборо, штат Мэн) — американская художница, фотограф, модель, покровительница и собирательница искусства.

## Биография
Родилась в семье бостонских браминов — образованной, состоятельной и высокостатусной буржуазии Новой Англии. Её отец был известным и почитаемым адвокатом. Училась живописи в художественной школе Бостона, посещала курсы в Бостонском музее изящных искусств. В 1877 вышла замуж за одного из богатейших жителей Бостона, магната Джошуа Монтгомери Сирса. Супруги вели обеспеченный образ жизни, устраивали приемы, на которых блистали Игнацы Падеревский, Сергей Кусевицкий, Нелли Мельба и другие знаменитые артисты.
Сара продолжала заниматься живописью, около 1890 увлеклась фотографией. Стала членом Бостонского фотографического клуба, где несколько раз устраивались её выставки. Её фотопортреты и натюрморты привлекли внимание Фреда Холланда Дея. В 1901 Холланд Дей отобрал пять работ Сары Сирс для подготовленной им выставки Новая американская фотография, которая была показана в Лондоне и Париже. Сара Сирс была избрана членом британского фотографического общества The Linked Ring, общества американских фотографов-пикториалистов Photo-Secession. В этот период она познакомилась и на всю жизнь подружилась с художницей Мэри Кассат (позднее, в 1907, Кассат написала портрет юной дочери Сары Сирс, Хелен, см.: ). В 1905 Сара потеряла мужа, вместе с Мэри Кассат и Гертрудой Стайн путешествовала по Европе. По совету Кассат стала коллекционировать живопись импрессионистов, в её собрании, подаренном впоследствии Бостонскому музею, были полотна Дега, Мане, Сезанна, Матисса, Жоржа Брака. Она покровительствовала Морису Прендергасту, помогла ему устроить первую выставку в Бостоне, оплатила его учёбу в Европе.
В 1907 две сделанные ею фотографии были опубликованы в журнале Альфреда Стиглица Camera Work, но в это время она стала терять интерес к фотографии. До конца жизни она писала акварели, но почти не фотографировала.
Она умерла в Западном Гулдсборо, штат Мэн, 25 сентября 1935 года. Её дом — одна из остановок пешеходного маршрута по Бостонской тропе женского наследия.

## Модель
Портреты Сирс писали знаменитые и модные художники — Микеле Гордиджани () и Джон Сарджент ( Архивная копия от 22 января 2010 на Wayback Machine). Сара Сирс сделала, в свою очередь, фотопортрет Сарджента (1903, см.:  Архивная копия от 22 июня 2013 на Wayback Machine.